# Социальный контракт
Социа́льный контра́кт — это соглашение между государством и малоимущей семьёй или гражданом в преодолении трудной жизненной ситуации. По соглашению:
- органы соцзащиты предоставляют денежные выплаты (единовременные или ежемесячные), помогают в трудоустройстве и обучении;
- семья или гражданин принимает на себя обязательства по выполнению мероприятий, направленных на повышение уровня доходов и качества жизни.

Социальный контракт является важным инструментом государственной социальной политики, направленным на поддержку малообеспеченных граждан и семей. Благодаря законодательной базе и различным программам помощи, социальный контракт помогает людям улучшить свои жизненные условия и выйти из трудной жизненной ситуации.

### Законодательное регулирование
В Российской Федерации социальный контракт регулируется Федеральным законом от 17.07.1999 N 178-ФЗ (ред. от 29.05.2024) «О государственной социальной помощи». Закон определяет цели, условия и виды социальной помощи, предоставляемой в рамках социального контракта.
Приказ Минтруда России от 29.03.2024 N 159 — Методические рекомендации по оказанию государственной социальной помощи на основании социального контракта.

### Виды социального контракта
Согласно Федеральному закону N 178-ФЗ (ред. от 29.05.2024) «О государственной социальной помощи», существует несколько основных видов социального контракта:
1. Поддержка на преодоление трудной жизненной ситуации:
- Оказание материальной помощи на первоочередные нужды, такие как питание, одежда, лекарства и другие основные потребности.
- Содействие в получении услуг социальных учреждений.

2. Содействие в трудоустройстве:
- Консультации по вопросам трудоустройства и профессионального обучения.
- Организация временной занятости и помощь в поиске постоянной работы.

3. Развитие личного подсобного хозяйства и индивидуальной предпринимательской деятельности:
- Предоставление финансовой помощи на развитие личного подсобного хозяйства.
- Поддержка при организации индивидуальной предпринимательской деятельности, включая начальный капитал и оборудование.

4. Социальное сопровождение семей с детьми, находящихся в трудной жизненной ситуации:
- Комплексная помощь семьям в воспитании и уходе за детьми.
- Организация обучения и повышения квалификации для родителей с целью улучшения их социально-экономического положения.

Эти мероприятия и виды помощи призваны предоставлять гражданам возможности для саморазвития, преодоления бедности и устойчивого повышения качества жизни.

### Этапы реализации соцконтракта
Практическая реализация социального контракта включает в себя несколько этапов:
- Обращение гражданина в органы социальной защиты с заявлением о заключении социального контракта.
- Оценка социально-экономического положения заявителя.
- Заключение социального контракта, включающего мероприятия по социальному сопровождению и предоставлению материальной помощи.
- Контроль выполнения обязательств гражданина и оказание необходимой поддержки со стороны государства.

### Алгоритм получения социального контракта
1. Подготовка необходимых документов: заявление, бизнес-план, финансовые отчёты.
2. Подача заявки через социальную защиту, портал Госуслуги или в МФЦ.
3. Предварительная проверка документов и соответствие заявленных показателей.
4. Экспертиза и оценка заявки экспертами региона, тестирование на предпринимательские.
5. Заключение социального контракта и подписание договора.
6. Начало реализации проекта и регулярная отчетность перед органами власти.